# Рандуника (Тулћа)
Рандуника (рум. Rândunica) насеље је у Румунији у округу Тулћа у општини Михаил Когалничану. Oпштина се налази на надморској висини од 19 m.

## Становништво
Према подацима из 2002. године у насељу је живело 733 становника, од којих су сви румунске националности.